# تل يوسف

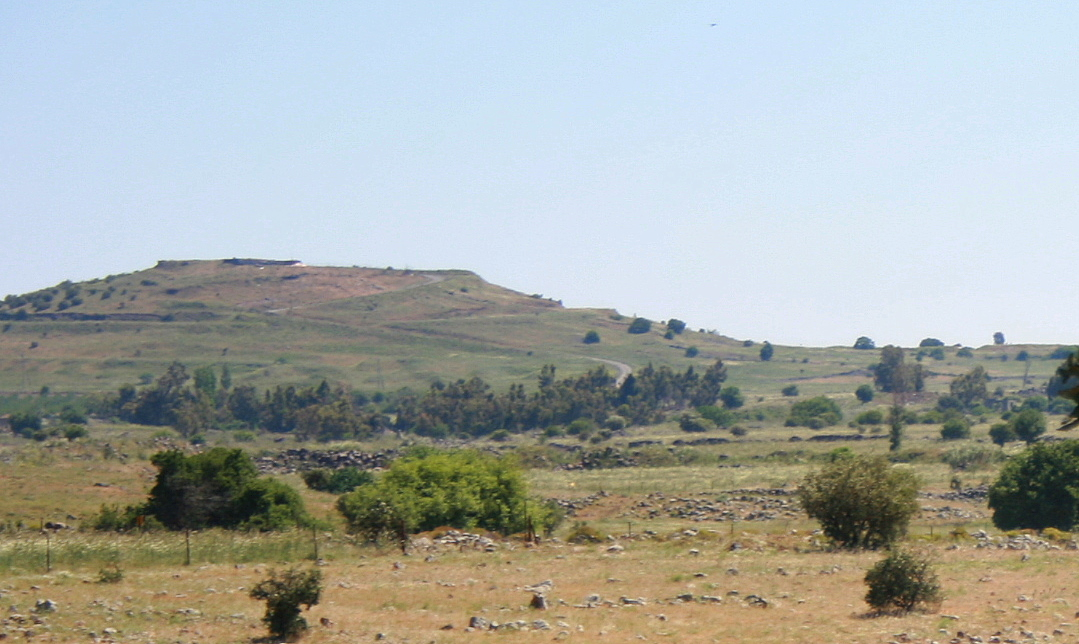
تل يوسف

تل يوسف جبل بركاني يقع في هضبة الجولان في سوريا ويبلغ ارتفاعه 981 متر (3,219 قدم).